# Десятников Леонід Аркадійович
Леонід Арка́дійович Деся́тников (16 жовтня 1955, Харків) — радянський російський композитор. Лауреат Державної премії РФ, Заслужений діяч мистецтв РФ.
Закінчив 1973 Харківську середню спеціальну музичну школу-інтернат по класу теорії музики І. М. Дубініна і Н. С. Тишко. Композиції навчався в класі Л. Ф. Шукайло, та брав приватні уроки у В. С. Бібіка.
Закінчив Ленінградську консерваторію в 1978.
У 2009—2010 був художнім керівником Большого театру.
Є автором опери «Діти Розенталя»; камерної опери «Бідна Ліза»; циклу «Буковинські пісні» (24 прелюдії для фортепіано), ряду вокальних творів а також музики до кінофільмів.